# 939
Cette page concerne l'année 939  du calendrier julien.
L'année 939 est une année commune qui commence un mardi.

## Événements

### Asie
- Révolte de Taira no Masakado, gouverneur de Shimōsa au Japon (fin en 940). Fujiwara no Sumitomo, gouverneur d'Iyo dans l'île de Shikoku passe un accord secret avec Masakado et se révolte à son tour[1]. Minamoto no Tsunemoto mène deux campagnes victorieuses pour la cour impériale de Kyōto contre Masakado en 940 et Sumitomo en 941.
- Début du règne en Inde de Krishna III (en), roi Rashtrakuta de Malkhed  (fin en 966)[2]. Il restaure la puissance du royaume de Malkhed en soumettant les Chola (949), les Chera et les Pandya jusqu’à l’extrême sud de l’Inde.

### Europe
- Printemps 939 : éruption du volcan Eldgjá en Islande.
- Mars : Otton Ier bat son frère Henri à la bataille de Birten près de Xanten[3]. 
  - Les seigneurs de Lotharingie font alors appel à Louis IV d'Outremer qui avance vers Aix-la-Chapelle et reçoit leur hommage à Verdun. Otton repasse le Rhin, met le siège devant Chèvremont où Gislebert de Lotharingie doit fuir, laissant la défense de la ville à sa femme, pour lever une nouvelle armée. Le roi de Germanie fait alors alliance avec les Grands féodaux de Francie occidentale contre leur roi (Hugues le Grand, Herbert II de Vermandois, Guillaume de Normandie, Arnoul de Flandre) ; il met le siège devant Brisach qui n'est pas défendue par le roi de Francie[4],[5],[6].
- 29 mai : Le Pape Léon VII accorde l'exemption de la juridiction épiscopale au monastère de Subiaco[7].
- Avant le 19 juillet : début du pontificat d'Étienne VIII (fin en 942)[8].
- 19 juillet - 5 août : le royaume de León sous la conduite de Ramire II, est victorieux au fossé de Simancas face aux Maures d'Abd al-Rahman III[9].
- 1er août : bataille de Trans qui voit Alain Barbetorte et le comte Bérenger de Rennes écraser les Vikings. C'est la fin de l'occupation Scandinave en Bretagne[10].
- 2 août : le roi Louis IV d'Outremer est à Laon au retour d'une campagne en Lotharingie. Il y confirme la fondation de l'abbaye de Saint-Pons-de-Thomières[5].
- 2 octobre : Othon Ier écrase les féodaux germaniques à la bataille d'Andernach[11]. Il dépossède les ducs et nomme à leur place des membres de sa famille qu’il révoque à sa guise.
  - Gerberge, veuve de Gislebert, épouse le roi de Francie occidentale Louis IV d'Outremer ; elle œuvre au rapprochement entre son époux et son frère Otton[6].
- 29 novembre : Edmond Ier est sacré roi d'Angleterre vers cette date, probablement à Kingston-upon-Thames[12].

- Le Norvégien Óláfr, fils de Gudfridr, dévaste la région d’York et des Midlands. Il parvient à reprendre le royaume viking d'York et assujettir la Northumbrie et les Cinq Bourgs du Danelaw. Il fait battre monnaie à York en 940. Edmond Ier réprime la révolte du Northumberland puis soumet la Mercie[13].
- Le comte Arnoul de Flandre s'empare de Montreuil par la ruse et capture la famille du comte Herluin, qu'il envoie auprès du roi anglais Æthelstan. Herluin parvient à fuir et obtient l'appui du duc Guillaume de Normandie qui lui fournit des troupes pour reprendre la ville[14].